# Vorselaar
Vorselaar ist eine belgische Gemeinde in die Kempen der Region Flandern mit 8034 Einwohnern (Stand 1. Januar 2024). Sie liegt nahe der Stadt Herentals nördlich des Albertkanals und ist nicht zu verwechseln mit der in der Nähe gelegenen Gemeinde Vosselaar.
Turnhout liegt 18 Kilometer (km) nordöstlich, Antwerpen 25 Kilometer westlich und Brüssel ca. 50 Kilometer südwestlich. Die nächsten Autobahnabfahrten befinden sich bei Herentals an der A13/E 313 sowie bei Lille und Zoersel an der A21/E 34. In Herentals und Bouwel -einem Ortsteil der Gemeinde Grobbendonk- befinden sich die nächsten Regionalbahnhöfe. Der Flughafen Antwerpen ist der nächste Regionalflughafen und Brüssel National nahe der Hauptstadt ist ein internationaler Flughafen.

## Persönlichkeiten
- Alfons Brijdenbach (1954–2009), Leichtathlet
- Jozef-Ernest Kardinal Van Roey (1874–1961), Erzbischof von Mecheln
- Edward Sels (* 1941), Radrennfahrer